# Qatar ExxonMobil Open 1999
Відкритий чемпіонат Катару 1999 (також відомий як Qatar ExxonMobil Open 1999 за назвою спонсора) — 7-й чоловічий тенісний турнір, який відбувся з 4 по 11 січня в місті Доха (Катар) на відкритих твердих кортах у Міжнародному центрі тенісу і сквошу Халіфа. Був одним зі змагань Світової серії як частини Туру ATP 1999. Райнер Шуттлер виграв титул в одиночному розряді.

## Переможці

### Одиночний розряд
Райнер Шуттлер —  Тім Генмен, 6–4, 5–7, 6–1
- Це був перший титул Шуттлера за кар'єру.

### Парний розряд
Алекс О'Браєн /  Джаред Палмер —  Піт Норвал /  Кевін Ульєтт, 6–3, 6–4